# منتخب فرنسا لسباعيات الرغبي
منتخب فرنسا لسباعيات الرغبي (بالفرنسية: Équipe de France de rugby à sept)‏ هو ممثل فرنسا الرسمي في المنافسات الدولية في سباعيات الرغبي .

## وصلات خارجية
- الموقع الرسمي